# سنجش از دور

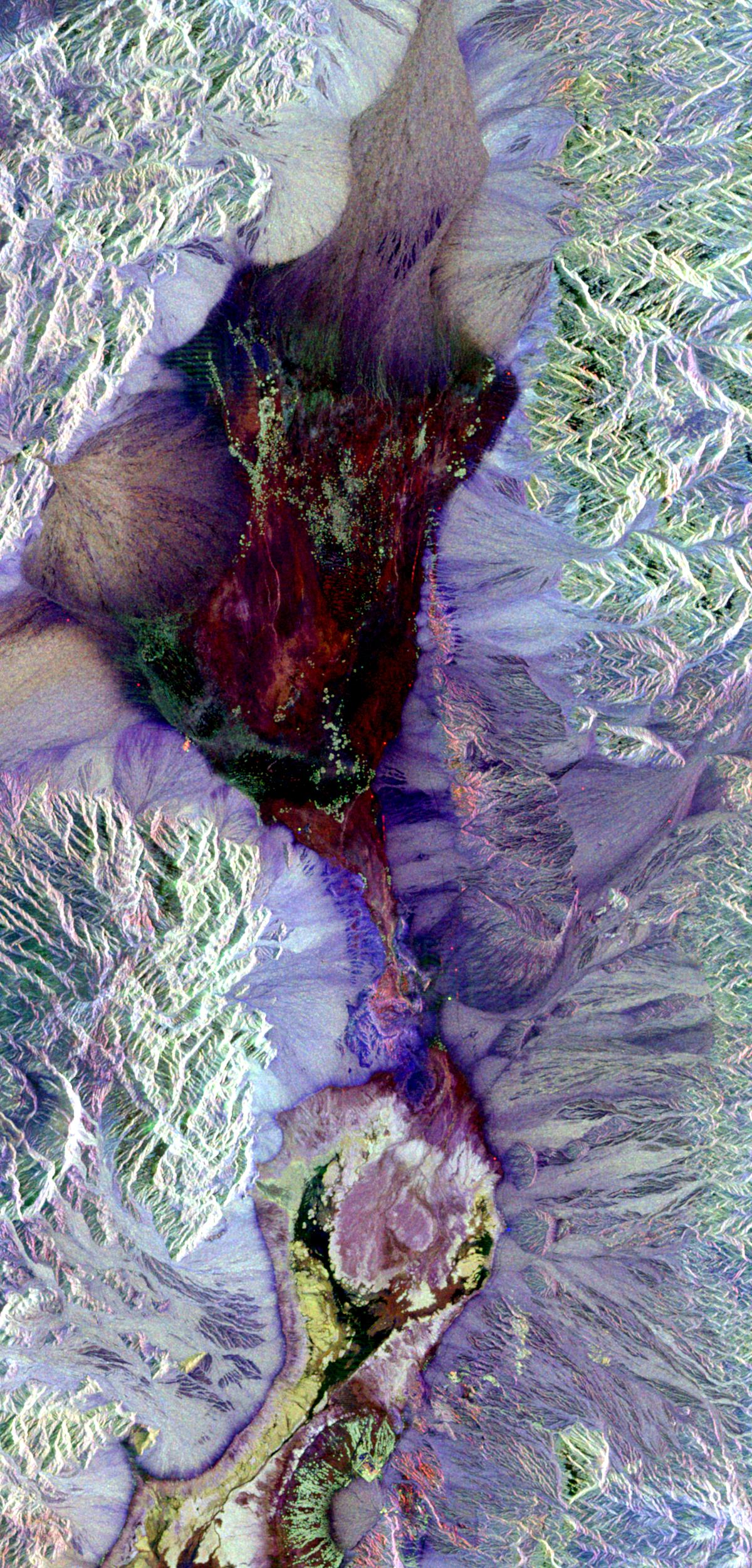
تصویری که توسط رادار دهانه ترکیبی از دره مرگ گرفته‌شده و توسط فن قطبش‌سنجی رنگ‌آمیزی شده‌است.

سنجش از دور (دورسنجی، دورکاوی) دانش و فن جمع‌آوری اطلاعات از اشیای روی سطح زمین، بدون حضور فیزیکی در محل است.
سنجش از دور شامل اندازه‌گیری و ثبت انرژی بازتابی از سطح زمین و جو پیرامون آن از یک نقطه مناسب بالاتر از سطح زمین است. پرتوهای بازتابی که از نوع امواج الکترومغناطیس هستند، می‌توانند دارای منابع گوناگونی همانند پرتوهای خورشیدی، پرتوهای حرارتی اجسام یا حتی پرتوهای مصنوعی باشند.
سنجش از دور، دانش بسیار گسترده‌ای است که از جهات مختلف توسط صاحبنظران زیادی از جمله Campbell ,Lillesand و Kiffer و Sabins به معرفی آن پرداخته شده‌است. Campbell با سعی در بیان کلّی از سنجش از دور، این مقوله را چنین تعریف می‌کند:
سنجش از دور عبارت است از به‌دست آوردن اطلاعات از سطح زمین و سطح دریاها با استفاده از تصاویر اخذ شده از فراز آنها، با استفاده از بخش‌هایی از طیف الکترومغناطیس که از سطح زمین تابیده یا بازتابیده شده‌اند. همان‌طور که در بالا نیز شرح داده شد، سنجش از دور از انرژی الکترومغناطیسی بهره می‌گیرد. قوی‌ترین منبع تولیدکننده این انرژی، خورشید است که انرژی الکترومغناطیس را در تمام طول موج‌ها تابش می‌کند.
در کنار خورشید که به عنوان منبع طبیعی تولید انرژی الکترومغناطیس در سنجش از دور غیرفعال کاربرد دارد، انرژی الکترومغناطیس می‌تواند به صورت مصنوعی نیز تولید شود که آن را اصطلاحاً سنجش از دور فعال می‌نامند. وقتی انرژی الکترومغناطیس به زمین می‌رسد، قسمتی از آن بازتابیده و قسمت دیگری جذب می‌شود. انرژی جذب شده معمولاً پس از مدتی به صورت انرژی حرارتی تابش می‌گردد، این تابش عمدتاً در طیف فروسرخ رخ می‌دهد.
سهم بازتاب شده و سهم جذب شده انرژی الکترومغناطیس برای مواد گوناگون متفاوت است. با اندازه‌گیری مقدار انرژی الکترومغناطیس بازتابی یا تابش شده و مقایسهٔ آن با منحنی‌های بازتاب طیفی موادی معین، می‌توان اطلاعاتی را از سطح خشکی‌ها و سطح دریاها به‌دست‌آورد.
پرتوهای بازتابیده شده از اجسام روی سطح زمین، توسط سنجنده‌ها به صورت قابل نمایش و قابل پردازش، ثبت و ذخیره می‌شوند.
سنجش از دور اولین بار در ایالات متحده آمریکا و با پرتاب ماهواره لندست در سال ۱۹۷۲ شروع شد.